# Yardang

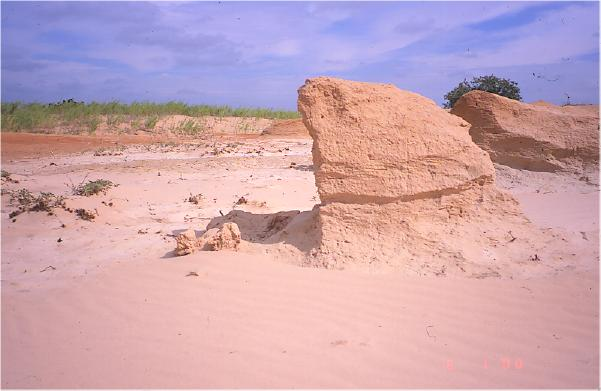
Yardang in Texas

Yardangs zijn zeer lange (50-200 km), lage (tot 1 km hoog) rechtlijnige bergruggen van competent gesteente (graniet, basalt e.d.), met 10- tot 50-tallen evenwijdig naast elkaar liggend. Bekend zijn de yardangs in de Kalahariwoestijn in Namibië.
Hoe yardangs ontstaan, is nog onduidelijk. Dit gebeurt waarschijnlijk niet uitsluitend door winderosie, want wind kan nooit deze rechtlijnige structuur maken. Op de planeet Mars zijn ook yardangs aanwezig in het gebied ten noordwesten van de Valles Marineris.